# Der Polizist, der Mord und das Kind
Der Polizist, der Mord und das Kind ist ein deutscher Fernsehfilm des Regisseurs Johannes Fabrick, der am 11. Dezember 2017 im ZDF ausgestrahlt wurde. Das Filmdrama beruht auf der wahren Geschichte des Kriminalhauptmeisters Carlos Benede, der zwei Kinder adoptierte, deren Mütter von den Vätern ermordet wurden.

## Handlung
Der elfjährige Alexander Mitrovic muss mitansehen, wie sein Vater seine Mutter ermordet. Dies verändert nicht nur sein Leben, sondern auch das des Polizeibeamten Carlos Benede. Das letzte, was seine Mutter noch zu Alex sagt, nachdem sie die Polizei aus Furcht vor ihrem Mann alarmierte, war: „Du brauchst keine Angst zu haben, die Polizei passt jetzt auf uns auf.“ Während die Beamten vor dem Haus den Eingang sichern, gelingt es Veljko Mitrovic über die Tiefgarage in die Wohnung einzudringen. So wird Alex zum einzigen Zeugen für die Mordanklage gegen seinen Vater und die Polizei nimmt sich seiner an. Opferschutzkommissar Carlos Benede soll Kontakt zu dem Jungen aufnehmen, der sich zurzeit in der Obhut einer Verwandten befindet. Alex lehnt es zunächst ab mit der Polizei zu sprechen, weil sie seine Mutter nicht beschützt hatte, obwohl sie ihm das versprochen hatte. Carlos findet aber trotzdem Zugang zu dem Jungen und erklärt ihm erst einmal, was in nächster Zukunft noch für Veränderungen auf ihn zukommen werden. Und dass seine Aussage gegen seinen Vater sehr wichtig ist, damit man ihm den Vorsatz seiner Tat nachweisen kann. Alex wirkt auf Carlos für sein Alter sehr reif und so fällt es ihm nicht schwer, dem Jungen seine kleinen Wünsche zu erfüllen, was das Vertrauen zu ihm stärkt. Ein wichtiger Punkt ist dabei für Alex ein Besuch bei seinem Vater in der Untersuchungshaft. Dort will er von ihm wissen, warum er ihm das Liebste auf der Welt genommen hatte. Da Alex die Antwort seines Vaters nicht befriedigt, nimmt er sich vor, niemals so zu werden wie er.
In den Wochen vor dem Prozess verbringt Carlos viel Zeit mit Alex. Er macht ihn auf die Möglichkeit aufmerksam, seine Aussage auf Video aufzuzeichnen, damit er nicht direkt an dem nervenzehrenden Prozess dabei sein muss. Aber Alex lehnt das sofort ab, er will seinem Vater entgegentreten und für seine Mutter sprechen, weil sie es ja nicht mehr könne. Zudem würde sein Vater sonst schlecht über seine Mutter reden und das will er verhindern. Seinem Wunsch entsprechend setzt sich Carlos dafür ein, dass Alex die gesamte Prozessdauer anwesend sein darf. Erwartungsgemäß wird Veljko Mitrovic zu lebenslanger Haft verurteilt. Für Carlos endet damit die berufliche Pflicht sich um Alex zu kümmern. Schweren Herzens nimmt er von dem Jungen Abschied, verspricht aber auch, immer für ihn da zu sein, wenn er ihn brauchen würde. Das tritt ein, als Alex’ Tante nach einem Unfall ins Krankenhaus muss und sich herausstellt, dass die Frau ein Alkoholproblem hat. Dem Jugendamtsleiter erklärt Alex, dass er nicht in ein Kinderheim möchte und auch nicht in eine neue Pflegefamilie, sondern zu Carlos. Carlos hält es zunächst für ausgeschlossen, neben seinem Beruf für ein Kind zu sorgen. Da er Alex aber nicht enttäuschen will, willigt er ein. Allerdings verzichtet Carlos nun auf seine Freundin Valerie, da ihm dafür kein Platz mehr zu sein scheint. Alex äußert den Wunsch von Carlos adoptiert zu werden, damit sie beide den gleichen Nachnamen tragen. Das würde allerdings für Carlos zu finanziellen Einbußen führen, weil dann das Pflegegeld wegfällt. Alex zuliebe willigt er aber ein. Trotz ihrer Ängste und Unsicherheiten wachsen beide in den nächsten Jahren zu einer richtigen kleinen Familie zusammen. Einen Konflikt gibt es sechs Jahre später als Alex’ jähzornige Seite an die Oberfläche gerät, da Carlos nicht damit einverstanden ist, dass Alex noch vor dem Abschluss der Schule eine Profifußballerlaufbahn einschlägt. Doch auch diese Zeit stehen sie miteinander durch und werden nun beide erneut gefordert, als eines Abends spät das Telefon klingelt und es einen neuen Fall häuslicher Gewalt gibt. Der betroffene fünfjährige Junge wird zu Carlos gebracht und als Alex das Kind sieht und erfährt, dass ihm das gleiche widerfahren ist, wie ihm, drängt er Carlos dazu, ihn bei sich aufzunehmen. Carlos willigt ein und ist zugleich stolz auf Alex, der zeigt, wie verantwortungsvoll er mit seinem neuen Bruder umgeht.
Carlos Benede hat später den Polizeidienst quittiert und ein Heim für Kinder und Jugendliche gegründet, die aus schwierigen Lebenssituationen kommen.

## Hintergrund
Die Dreharbeiten fanden vom 1. August 2016 bis zum 6. September 2016 in München statt und wurde als Fernsehfilm der Woche im ZDF ausgestrahlt.

## Rezeption

### Kritiken
„Der Film richtet den Scheinwerfer nicht nur auf die Dramen, die sich in manchen Familien abspielen, sondern auf all jene, die hilfebedürftigen Kindern Halt zu geben versuchen. Wozu auch Fußballtrainer gehören. Wäre die Story nicht echt bis in solche Details, würde man sagen: ein herzerwärmender Vorweihnachtsfilm.“

Thomas Gehringer von tittelbach.tv meinte, dieses Filmdrama erzählt: „präzise und unaufgeregt, mit großem Respekt vor den realen Vorbildern und mit überzeugenden Darstellern. Dank des Drehbuchs von Dorothee Schön und der Inszenierung von Johannes Fabrick wird aus dem Film ein bewegendes Plädoyer für einen liebevollen und geduldigen Umgang mit Kindern und Jugendlichen, ganz ohne Kitsch und Heldenpathos, dafür mit einem ungewöhnlichen Fernseh-Männer-Typ im Mittelpunkt: sanft und doch kein Schluffi. Etwas mehr Ecken und Kanten hätte man dem fiktionalen Wiedergänger Carlos Benedes aber schon gewünscht.“
Die Kritiker von Focus.de werteten: „Dies ist kein Montagskrimi wie jeder andere, auch wenn der wenig originelle Filmtitel dies nahelegt.“ Die Filmemacher haben das „sensible Thema mit Feingefühl und ohne falsche Untertöne umgesetzt.“
Von Ulrich Feld bei der Neuen Deutschen Presse ist zu lesen: „Der Film wäre als Spielfilm(!) aber besser geworden, hätten die Macher etwas mehr Mut zur Fiktionalisierung aufgebracht. Ein Benede mit Ecken und Kanten, dem man noch ein wenig seine Vergangenheit als Drogenfahnder angemerkt hätte, […] hätte nicht nur eine deutlich spannendere Hauptfigur ergeben, sondern auch aus Matthias Koeberlin noch wesentlich mehr herausgeholt.“
Julian Miller bei Quotenmeter.de wertete kritisch: „Dieser Film erzählt im Grunde viele in sich geschlossene Geschichten,“ doch „gelingt es nicht, diese Geschichten sinnvoll miteinander zu einem großen Ganzen zu verweben. Denn dazu fehlt es an einem klaren Thema, beziehungsweise einem spezifischen Gedanken, den uns dieser Film vermitteln möchte. Gleichzeitig driftet er ständig in allerhand Nebensächlichkeiten ab, die nichts Wesentliches zu dem diffus bleibenden Thema und der Geschichte beitragen können.“ „Am Schluss bleiben von diesem psychologisch oberflächlichen Stoff leider nur wenige berührende Momente. Schuld daran ist der fahrige Erzählduktus, der an Tiefgreifendem kaum Interesse zeigt.“

### Einschaltquoten
Die Erstausstrahlung von Der Polizist, der Mord und das Kind am 11. Dezember 2017 wurde in Deutschland von 5,54 Millionen Zuschauern gesehen und erreichte einen Gesamtmarktanteil von 17,4 Prozent für das ZDF.

### Auszeichnungen
Der Film gewann unter dem Titel The Carlos Benede Story:
- den Signis-Preis auf dem internationalen Fernseh-Filmfestival in Monte Carlo 2018.[9]
- den Prix spécial du jury de fiction européenne beim Festival de la fiction TV de La Rochelle 2018[10]